# 오산 독산성과 세마대지
오산 독산성과 세마대지(烏山 禿山城과 洗馬臺址)는 대한민국 경기도 오산시 지곶동에 있는 삼국시대의 성곽이다. 1964년 8월 29일 대한민국의 사적 제140호로 지정되었다.
오산 독산성과 세마대지와 관련된 것으로 추정되는 시설이 성 내부 전역에 분포하고 있으나 성곽과 세마대지의 최소 면적만이 문화재구역으로 지정 보존·관리하고 있어 오산 독산성과 세마대지 종합정비계획에 따라 성 내부까지 모두를 포함한 종합유적으로 관리하기 위해 2018년 7월 12일 국가지정문화재 사적으로 추가 지정하였다.

## 개요
독산성은 다른 이름으로 독성산성이라고도 한다.
선조 25년(1592)12월 임진왜란 중에 권율 장군이 전라도로부터 병사 2만여 명을 이끌고 이 곳에 주둔하여 왜병 수만 명을 무찌르고 성을 지킴으로써 적의 진로를 차단했던 곳이다.
독산성이 언제 만들어졌는지 분명하지는 않으나 원래 백제가 쌓은 성일 것으로 추측되며, 남북국시대나 고려시대에도 군사상 요충지로 쓰였을 것으로 본다. 선조 27년(1594) 백성들이 산성을 쌓고, 임진왜란이 끝난 선조 35년(1602)에 당시 부사 변응성이 다시 보수하고, 그후 정조 16년(1792)과 20년(1796)에도 다시 공사했다.
성 둘레는 1,100m이고 문도 4개이지만 성 안에 물이 부족한 것이 큰 결점이었다. 이런 결점때문에 이 곳에는 세마대(洗馬臺)의 전설이 있는데, 권율 장군이 산위로 흰 말을 끌어다가 흰 쌀로 말을 씻기는 시늉을 해 보이므로 왜군이 성안에 물이 풍부한 것으로 속아서 물러났다는 이야기가 전해오고 있다.

## 보적사
보적사(寶積寺)는 현재 독산성(禿山城) 동문 안에 위치하고 있으며, 창건에 대한 정확한 기록은 없지만 백제 아신왕 10년(401)에 전승(戰勝)을 기원하기 위하여 창건하였다고 전해진다.
'보적사'라는 명칭에는 재미난 유래가 전해지는데 옛날 삶이 궁핍한 노부부가 쌀 두되만 남게 되자 구차하게 굶어 죽느니 부처님께 공양하기로 마음먹고 공양 후 집에 돌아오니 곡간에 쌀이 가득 차 있었다고 한다. 이후 열심히 공양하면 보화가 쌓이는 사찰이라 하여 보적사라는 이름이 붙여졌다고 한다.
이런 보적사 또한 다른 사찰들처럼 여러 차례 전란을 겪으면서 중건과 재건을 거듭 하였고 현재는 대웅전과 3층 석탑 등으로 이루어져 있다.
1986년 5월 20일 화성시의 향토문화재 제8호로 지정되었다가, 오산시로 행정구역이 개편됨에 따라 해제되었다.

## 변응성 장군 선정비
조선 중기의 무신 변응성(邊應星, 1552~1616)이 경기방어사로 재직할 때 세운 공을 기리기 위하여 세운 선정비이다. 높이 143cm·폭 62cm·두께 22cm 규모이며, 화강암으로 만들어졌다. 앞면에 ‘방어사 변응성 선정비(防禦使邊應星善政碑)’라고 새겨져 있으나 건립연대에 대한 기록은 적혀 있지 않다.
원래 경기도 오산시 독산성과 세마대지(烏山 禿山城과 洗馬臺址, 사적 제140호) 밖 서쪽 주차장 근처에 있었으나 주차장 보수공사 시 독산성 입구 산문 주변으로 옮겼다가, 2021년 서문 주차장을 재정비 하며 현 위치(경기도 오산시 양산동 산19-89번지)로 다시 옮겼다.
변응성은 임진왜란 때 류성룡의 천거를 받아 경기방어사가 되었고, 1602년(선조 35) 독산성을 석성(石城)으로 고쳐 짓는 데 큰 공을 세웠으며, 광해군 때 훈련대장을 거쳐 판윤에 오른 인물이다.

## 같이 보기
- 독성산성 전투
- 세마역

## 참고 자료
- 오산 독산성과 세마대지 - 국가유산청 국가유산포털